# 石平ひかり
石平 ひかり（いしだいら ひかり、1983年1月6日 - ）は、日本の小説家、歌手。神奈川県生まれ。歌手としてはhicalculatorの名で活動している。
中経出版主催の短編ケータイ文芸賞にて大賞を受賞。その後、島田荘司の紹介で、2009年8月、講談社の文芸書レーベル講談社Birthより単行本『すごろくごはん』を刊行した。
その後は、「スミレ刑事（デカ）の花咲く事件簿」シリーズを発表している。この作品は、舞台化、ドラマ化されている。

## 著書
単行本
- すごろくごはん（2009年8月 講談社Birth）
- スミレ刑事の花咲く事件簿 知性の勝利（2010年12月 講談社）
- スミレ刑事の花咲く事件簿 悪意の果て（2011年2月 講談社）
- スミレ刑事の花咲く事件簿 愛ゆえの涙（2011年4月 講談社）
- スミレ刑事の花咲く事件簿 笑顔の奥に（2011年6月 講談社）
- 12星座殺人事件（2013年12月 文藝春秋） - 光藤ひかり名義

短編
- 2股の年表。 - 『2股の年表。』（中経出版 2008年9月）に収録（他に、039n、miyu、鈴-りん-、レン太郎、しろいちじくの作品を収録）